# Mischocyttarus parallelogrammus
Mischocyttarus parallelogrammus är en getingart som beskrevs av Zikan 1935. Mischocyttarus parallelogrammus ingår i släktet Mischocyttarus och familjen getingar. Inga underarter finns listade i Catalogue of Life.